# لووکست (کارولینای شمالی)
لووکست (به انگلیسی: Locust) شهری در ایالت کارولینای شمالی کشور ایالات متحده آمریکا است که جمعیت آن در سرشماری سال ۲۰۱۰ میلادی، ۲٬۹۳۰ نفر بوده‌است.